# Para-sol
|  | Per a altres significats, vegeu «Para-sol (fotografia)». |

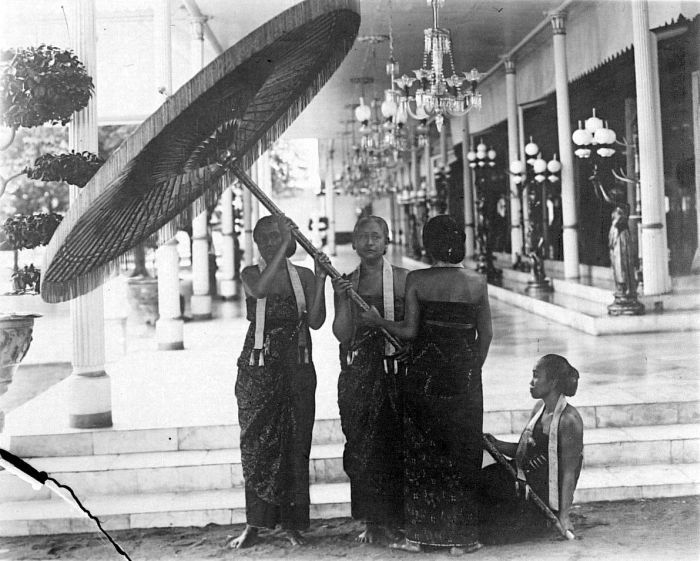
Para-sol cerimonial a Surakarta, Java.

El para-sol, tapa-sol o ombrel·la és un dispositiu que permet de protegir-se de la calor i la llum solar. Està format per una superfície convexa de tela opaca o altre material similar la funció de la qual és fer una ombra la més gran possible. Aquesta tela o material es troba fixada a unes balenes, articulades o no, situades a l'extrem d'un mànec, o tub de metall esmaltat, i al voltant d'aquest. Abans, es fabricaven amb teixits lleugers i fins, sovint amb encaixaments, avui dia, majoritàriament, es fabriquen amb materials plàstics. Sovint, el terme para-sol és utilitzat per a referir-se indistintament tant al paraigua com al para-sol. En zones obertes, principalment en platgesm piscines o a les terrasses dels bars, se n'utilitza un d'una mida més gran que el clàssic para-sol de mà, en forma de coberta de lona

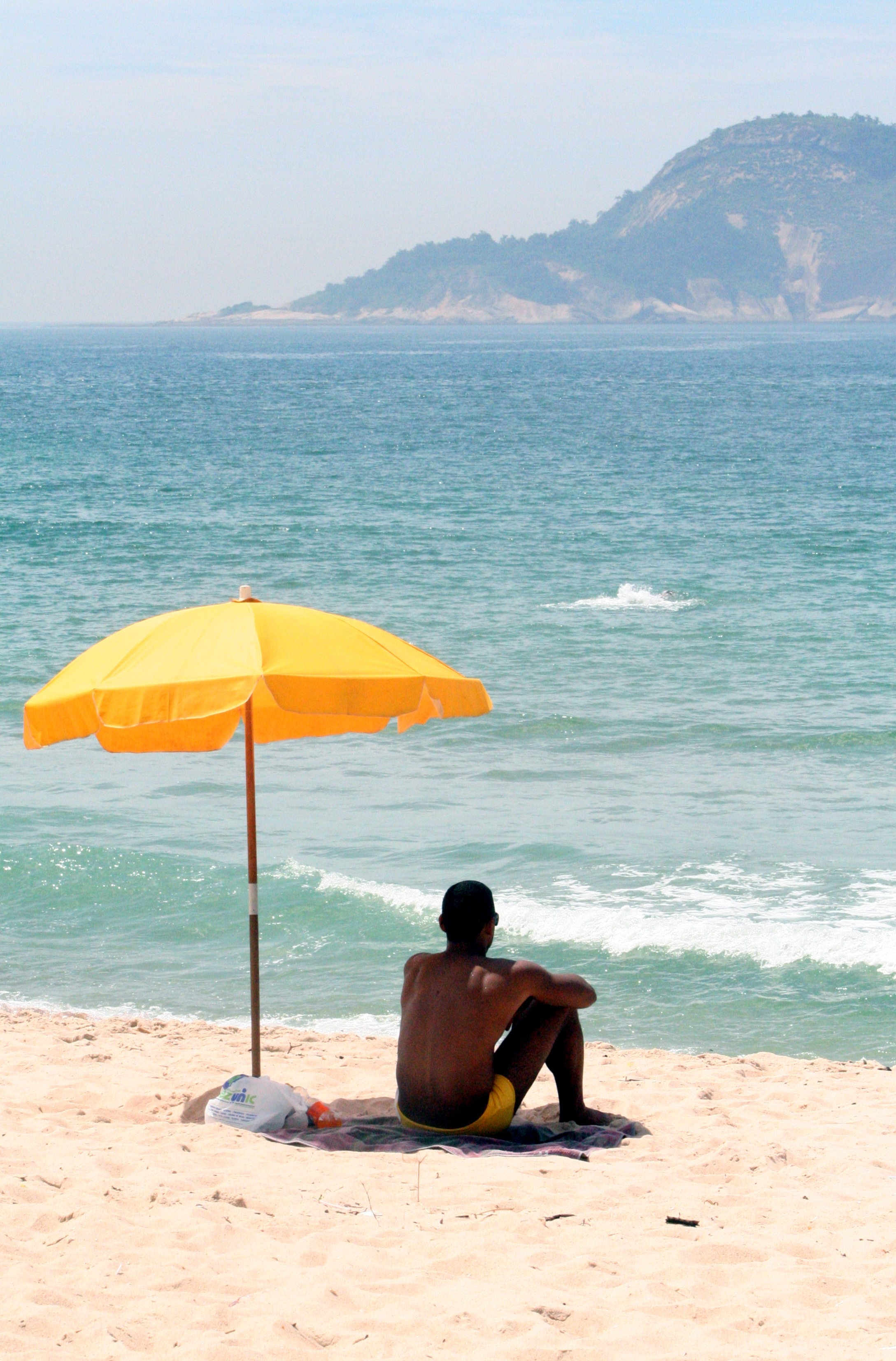
Home sota un para-sol de platja.

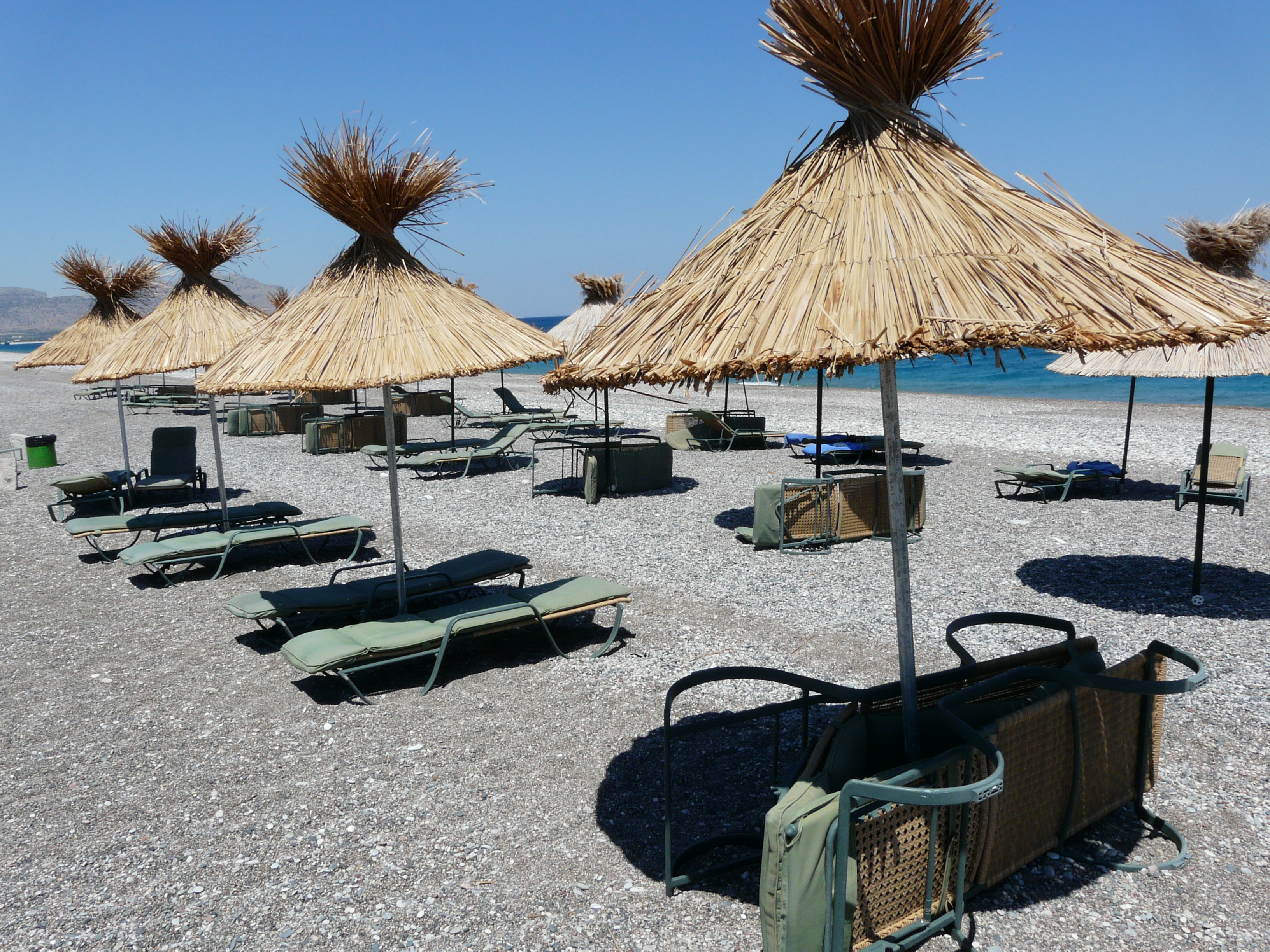
Para-sols fixos

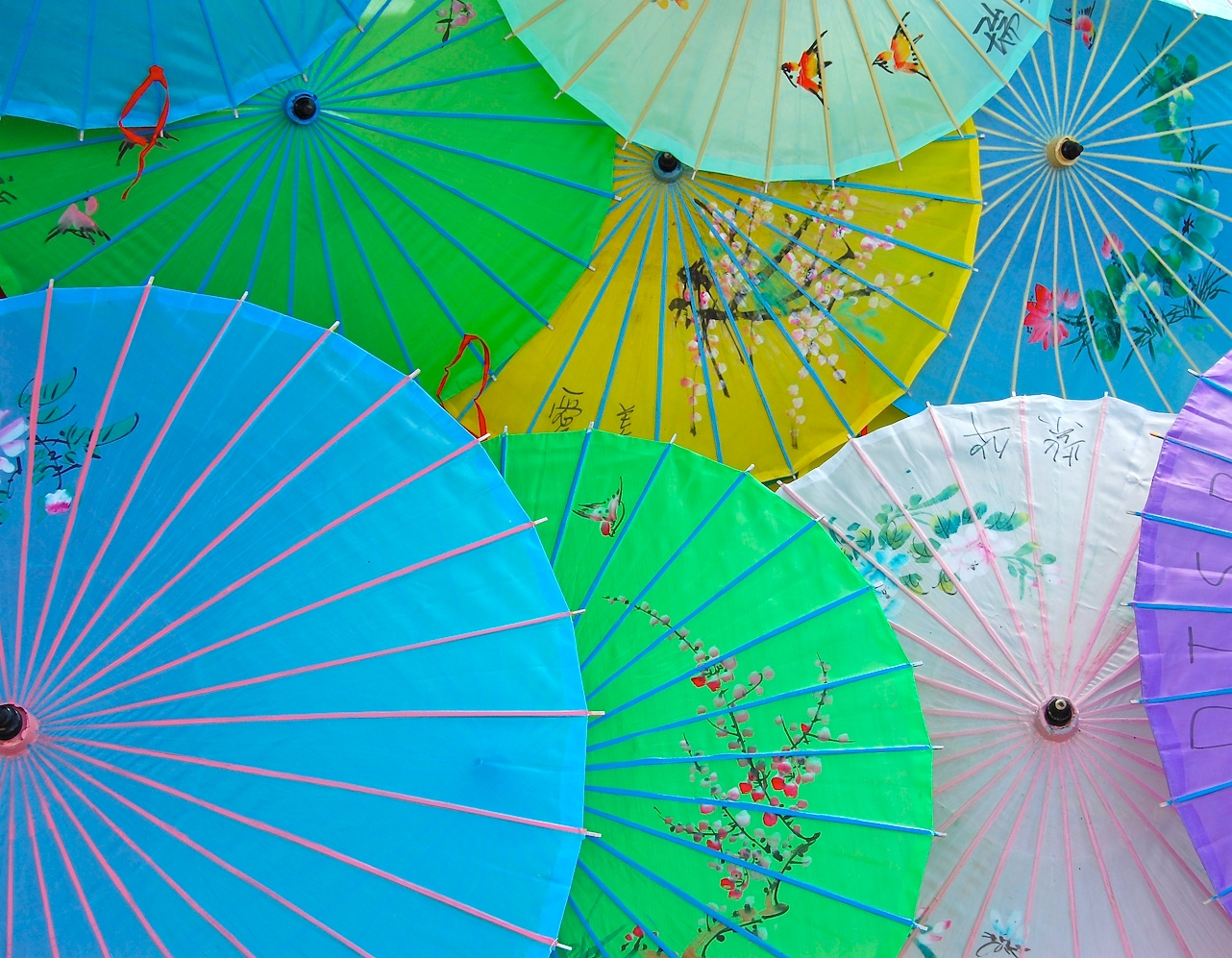
Para-sols de paper xinesos

## Història
Va ser dissenyat a partir del mateix principi que el del paraigua i creat fa 4.000 anys per la civilització xinesa on també es va crear el paraigua. D'allà es va escampar a Pèrsia, Egipte i Grècia, i del segle xi ençà, els para-sols van començar a ser d'ús exclusiu de les classes nobles.

## Materials
Els para-sols d'avui en dia es fabriquen d'una gran varietat de materials. Per a l'estructura dels para-sols el material més utilitzat és l'alumini per la seva lleugeresa i tenacitat. No obstant això no és l'únic material emprat l'estructura, també se'n poden trobar d'acer inoxidable, de bambú i de fustes tropicals, i recentment fins i tot de fibra de vidre. Els para-sols d'acer inoxidable poden assolir preus una mica elevats, però són ideals per a platges i llacs on la humitat i la salinitat poden deteriorar altres materials. D'altra banda, els para-sols de fusta són estèticament molt agradables a la vista, encara que són més pesants que els d'altres materials, l'aspecte natural que les fustes tropicals donen als para-sols és únic. Finalment els nous para-sols de fibra de vidre semblen barrejar el millor de tots els anteriors. Els para-sols de fibra de vidre són lleugers com l'alumini, flexibles, resistents com l'acer inoxidable i es fabriquen per a imitar la fusta, la qual cosa en fa una bona opció.
Els tèxtils usats per a para-sols són de molts tipus i poden variar entre lones viniliques, acríliques, fins teles especialitzades per a l'exterior. Els materials emprats en para-sols promocionals comunament són d'una tela prima plàstica o de lona, que protegeix del sol però no dels raigs UV. Són molt lleugers, fàcils d'imprimir i impermeables, però no resisteixen gaire temps la calor del sol, puix que s'escalfen i tendeixen a decolorar-se. Nogensmenys, hi ha empreses que durant anys s'han especialitzat en la fabricació de tèxtils especials per a l'exterior. Glen Raven Inc fabrica la famosa tela per a exterior Sunbrella, que està composta per fils acrílics tenyits que formen un tèxtil fort i durador. La tela Sunbrella és comunament utilitzada en para-sols perquè no es decolora, ni s'estripa, ni es resseca.

## Variants
La punta inferior d'un para-sol s'acaba en una punxa que es clava a la sorra en els para-sols de platja o bé que s'introdueix en una base feta d'un material pesant en els para-sols que s'utilitzen a les terrasses de bars i restaurants.
Hi ha para-sols fixos i no-plegables en els quals s'utilitzen fulles de palmera o bruc en lloc de tela. Aquests tenen l'avantatge que deixen passar l'aire però no la llum solar. En els para-sols d'aquest tipus el bastó central és més gruixut i resistent, com un tronc d'arbre o de ciment, car han de resistir les inclemències del temps i, especialment, els embats del vent. De vegades tenen una taula al voltant del bastó central.
Són força comuns a les platges turístiques.
En algunes cultures a l'Àsia del sud i del sud-est, i també a l'Àfrica occidental, el para-sol estava reservat a la monarquia. Normalment es feia servir en processons o cerimònies especials i tenia un significat important com a símbol d'autoritat.